# Kuchibiru ni Be My Baby
Kuchibiru ni Be My Baby é o 42º single (44º no total) do grupo idol japonês AKB48, sendo lançado em 9 de dezembro de 2015 pela King Records. Este é o último single com a Minami Takahashi, e também o comemorativo pelos 10 anos do grupo. A MV foi gravada no Farol Sunabozu, o mesmo local onde foi gravado a MV de Aitakatta em 2006.
Também estará incluso no single a musica "365 Nichi no Kamihikōki", tema de abertura de Asa ga Kita, exibido pela NHK. A música (do Asadora) foi interpretada ao vivo em versão solo-acústica por Sayaka Yamamoto (center do single) no AKB48 SHOW! em 7 de Novembro de 2015.

## Obrigado,Minami Takahashi
Este é o último A-Side de Minami Takahashi que irá se graduar em 29 de Março de 2016. Após mais de 10 anos no grupo, chegou a hora de Takamina seguir um novo caminho. Após 41 singles e 7 álbuns, Minami Takahashi se gradua do grupo como center do 42º single, e a MV foi gravada no Farol Sunabozu, o mesmo local onde foi gravado Aitakatta. Alem disso, uma música de graduação para Takamina também estará incluída no single (Type D).
Uma versão curta (1'30") será disponibilizada no canal oficial do AKB48 semanas antes do lançamento, e a versão completa da MV estará apenas no DVD bônus incluso nas edições limitadas e só será liberado na internet após o lançamento do 43º single.
Ao contrário dos demais singles lançados em 2015, Kuchibiru ni Be My Baby não estará no álbum 0 to 1 no Aida que sairá em 18 de Novembro, 3 semanas antes do single.
"Senaka Kotoba" é a música de graduação de Takamina, tendo como cenário o famoso hall de entrada do AKB48 Theater. A MV e as imagens de arquivo foram fatores importantes para emocionar os fãs de longa data, tornando-se uma das músicas de graduação mais bonitas e tocantes do grupo, ao lado de "Yume no Kawa".
A performance da versão completa da música "Kuchibiru ni Be My Baby" foi ao ar no AKB48 SHOW do dia 5 de Dezembro de 2015. Já a da música "365 Nichi no Kamihikouki" vai ao ar no programa do dia 12 de Dezembro.
Mesmo não vendendo mais de 1 milhão de cópias no primeiro dia (vendeu 813.044, segundo ranking diário da Oricon), o single fez com que o AKB48 superasse 36.158.000 cópias vendidas em singles, superando o recorde anterior, até então, pertencente ao B'z.
Vendeu apenas cerca de 900 mil cópias em uma semana, fazendo com que pela primeira vez, desde Chance no Junban, o AKB48 não consiga vender 1 milhão em uma semana com um single.

## Lista de Faixas
| TYPE A 1. Kuchibiru ni Be My Baby 2. 365 Nichi no Kamihikōki 3. Kimi wo Kimi wo Kimi wo... (Next-Gen) 4. Yasashii Palace(Team A) TYPE B 1. Kuchibiru ni Be My Baby 2. 365 Nichi no Kamihikōki 3. Madonna no Sentako (Renacchi SSK) 4. Oneesan no Hitorigoto (Team K) TYPE C 1. Kuchibiru ni Be My Baby 2. 365 Nichi no Kamihikōki 3. Ama Nojaku Batter (Team 8) 4. Kin no Hane wo Motsu Hito yo (Team B) | TYPE D 1. Kuchibiru ni Be My Baby 2. 365 Nichi no Kamihikōki 3. Senaka Kotoba (Takamina's Graduation Song) 4. Nanka, Chotto, Kyuu ni... (Team 4) THEATER EDITION 1. Kuchibiru ni Be My Baby 2. 365 Nichi no Kamihikōki 3. TBA (Mushi Kago) |

NOTA: As faixas 05-08 (04-06 na edição do Teatro) são as versões Off-Vocal

## Senbatsu
Kuchibiru ni Be My Baby
- Team A: Minami Takahashi, Anna Iriyama, Haruna Kojima, Haruka Shimazaki, Yui Yokoyama
- Team K: Minami Minegishi
- Team B: Yuki Kashiwagi, Rena Kato, Yuria Kizaki, Mayu Watanabe
- SKE48 Team S: Jurina Matsui, Sae Miyazawa
- NMB48 Team N: Sayaka Yamamoto
- HKT48 Team H: Rino Sashihara
- HKT48 Team KIV: Sakura Miyawaki
- NGT48: Rie Kitahara

A integrante em Negrito é a center do single. No programa Music Japan, Mion Mukaichi assume o lugar de Haruka Shimazaki.